# Nycteola poliophaea
Nycteola poliophaea är en fjärilsart som beskrevs av George Francis Hampson 1907. Nycteola poliophaea ingår i släktet Nycteola och familjen trågspinnare. Inga underarter finns listade i Catalogue of Life.